# Bluetown-Iglesia Antigua
Bluetown-Iglesia Antigua era un census-designated place (CDP) degli Stati Uniti d'America della contea di Cameron nello Stato del Texas. La popolazione era di 692 persone al censimento del 2000. Al censimento del 2010 si è diviso in due CDP chiamati Bluetown e Iglesia Antigua. La comunità faceva parte dell'area metropolitana di Brownsville-Harlingen.

## Geografia fisica
Bluetown-Iglesia Antigua era situata a 26°04′31″N 97°49′30″W (26.075355, -97.824886).
Secondo lo United States Census Bureau, ha un'area totale di 5,1 miglia quadrate (13,3 km²).

## Società

### Evoluzione demografica
Secondo il censimento del 2000, c'erano 692 persone.

### Etnie e minoranze straniere
Secondo il censimento del 2000, la composizione etnica della città era formata dall'84,54% di bianchi, lo 0,14% di afroamericani, lo 0,14% di asiatici, il 13,73% di altre razze, e l'1,45% di due o più etnie. Ispanici o latinos di qualunque razza erano il 93,79% della popolazione.